# Protoptila guata
Protoptila guata är en nattsländeart som beskrevs av Martin E. Mosely 1954. Protoptila guata ingår i släktet Protoptila och familjen stenhusnattsländor. Inga underarter finns listade i Catalogue of Life.